# Pheidologeton melasolenus
Pheidologeton melasolenus is een mierensoort uit de onderfamilie van de Myrmicinae. De wetenschappelijke naam van de soort is voor het eerst geldig gepubliceerd in 1997 door Zhou & Zheng.